# با چراغ و آینه
با چراغ و آینه: در جستجوی ریشه‌های تحول شعر معاصر ایران اثر محمّدرضا شفیعی کدکنی است که به نقد و تحلیل شعر فارسی می‌پردازد.

## ساختار و درون‌مایهٔ کتاب
شفیعی کدکنی در این کتاب به بررسی تأثیر ترجمهٔ آثار ادبیات جهان بر شعر معاصر فارسی می‌پردازد. او پس از پرداختن به مجموعه عوامل مؤثر اجتماعی ـ سیاسی در انقلاب مشروطه و پیش از آن بر شعر فارسی، به تبیین زمینه‌ها و چگونگی تأثیر ترجمه بر شعر معاصر ایران می‌پردازد و معتقد است، «تحولات شعر مدرن فارسی در قرن اخیر، تابعی است از متغیر ترجمهٔ ادبیات و شعر اروپایی در قلمرو زبان پارسی.»
موضوع کتاب «با چراغ و آینه» شعر و ادب فارسی در دوره‌های قاجار و پهلوی است. اشاره‌های پراکنده‌ای نیز به شعر و ادب در دورهٔ انقلاب و جمهوری اسلامی هم در این کتاب دیده می‌شود.
- در بخش اول، شماری از موضوع‌های پراهمیت در قلمرو اجتماع، سیاست و فرهنگ ایران در دورهٔ نخست و بخشی از دورهٔ دوم را با توجه به بازتاب آن‌ها در شعر و ادب این دوره‌ها، و در بخش دوم، آرا و آثار ادبی و فرهنگی پنج تن از تجددخواهان دورهٔ قاجار را بررسی و تحلیل شده‌است.
- بخش‌های سوم و چهارم کتاب، شناسایی و تحلیل نمونه‌هایی از ترجمهٔ شعر فرنگی یا بیگانه به فارسی و تأثیر آن‌ها بر شعر شاعران اواخر دورهٔ قاجار تا نیمهٔ دورهٔ پهلوی و چندین موضوع مرتبط با آن است.
- بخش پنجم عبارت است از تحلیل اجمالی آثار ۲۹ تن از شاعران ایران از مشروطه تا دههٔ ۱۳۴۰؛ یعنی از ادیب پیشاوری تا فروغ فرخزاد.
- چند مقاله هم دربارهٔ جوانبی از شعر معاصر ایران در ضمیمهٔ کتاب آمده‌است.[۴]

## نقد
نشست نقد و بررسی این کتاب در دانشکده علوم انسانی دانشگاه تربیت مدرس برگزار شد که گزارش آن، در شمارة ۱۸۴ کتاب ماه ادبیات آمده‌است. همچنین آبتین گلکار در نشریه ادبیات تطبیقی به نقد این کتاب پرداخت. احمد رضایی (دانشیار دانشگاه قم) هم در مقاله‌ای به نقاط ضعف کتاب پرداخت.
مجتبی پورمحسن هم در مقاله‌ای تحت عنوان «بی‌چراغ، بی‌آینه» این کتاب را نقد کرده و آن را «کتابی پر از تناقض و فاقد پایه‌های محکم نقد» می‌داند.
محمود کیانوش کتابی به نامِ «پروین اعتصامی» دخترِ «ناصرخسرو» و «عالمتاج قائم‌مقامی» مادربزرگِ «فروغ فرّخ‌زاد» (۲۰۱۳ میلادی) در نقد یک فصل از این کتاب دارد.